# 菲爾希納岩
菲爾希納岩（英語：Filchner Rocks），是南極洲的岩石，位於南喬治亞群島，處於瓦謝爾角東北面7公里，在1775年由詹姆斯·庫克率領的英國探險隊發現，由英國海外領土管轄。